# Scharnweberstraße (métro de Berlin)
Scharnweberstraße est une station de la ligne 6 du métro de Berlin, dans le quartier de Reinickendorf.

## Géographie
La station se trouve sept mètres au-dessus de la rue du même nom dans le quartier de Reinickendorf.

## Histoire
Le 7 décembre 2010, la station est rendue accessible aux personnes handicapées. Les travaux ont coûté 1,2 million d'euros.

## Correspondances
La station de métro est en correspondance avec la ligne d'omnibus 221.